# Estratarca
Estratarca (grec: στρατάρχης, stratarkhis) era un títol de l'Imperi Romà d'Orient concedit als generals vencedors en batalla. En temps moderns, a l'exèrcit del Regne de Grècia, corresponia al títol de mariscal de camp.

## Imperi Romà d'Orient
Els orígens del terme es remunten a l'Imperi Romà d'Orient, on entre el segle ix i el segle xi els estratarques eren una classe d'alts funcionaris encarregats de les finances militars i l'administració, o drungaris de la marina imperial, el comte de les cavallerisses o el protoespatari.
A finals del segle ix, el terme, juntament amb variants com ara «gran estratarca» (megas stratarkhis) i «panestratarca» (panstratarkhis), es convertí en un títol honorífic, com per exemple per a l'heroi del poema èpic de la literatura romana d'Orient Digenís Acrites, o per a famosos comandants del passat com ara Belisari.

## Ús modern
En la història moderna de Grècia, el títol fou utilitzat oficialment a la guerra d'independència grega per a Theódoros Kolokotronis a Morea i Geórgios Karaiskakis a la Grècia central. El tinent general Theódoros Grivas, a qui li havia estat concedit el grau d'estratarca per haver liderat la revolta que desembocà en la deposició del rei Otó I el 23 d'octubre del 1862, morí abans de poder-lo rebre.
A l'exèrcit grec, el grau d'estratarca, equivalent a mariscal de camp o general de l'exèrcit, durant la monarquia fou inicialment assignat al rei Constantí I pel seu comandament a les Guerres Balcàniques. Després de la seva mort (1923), el grau fou recuperat el 1939 per al rei Jordi II i els seus successors fins a l'abolició de la monarquia el 1974. L'únic oficial distingit amb el grau fou el general Aléxandros Papagos el 28 d'octubre del 1949 com a reconeixement pels seus serveis durant la invasió italiana de Grècia en el transcurs de la Segona Guerra Mundial i la posterior guerra civil grega.
A les forces armades gregues en època monàrquica, graus anàlegs al d'estratarca han estat els d'arquipterarca a les Forces Aèries i arquinavarc a la marina, títols que tan sols foren concedits als reis grecs i que són comparables, respectivament, a mariscal de l'aire i almirall de la flota.
| Codi OTAN              | OF-10 |
| ---------------------- | ----- |
| Greece (1822-1978)     |       |
| Στρατάρχης Stratarkhis |       |